# Formel Junior

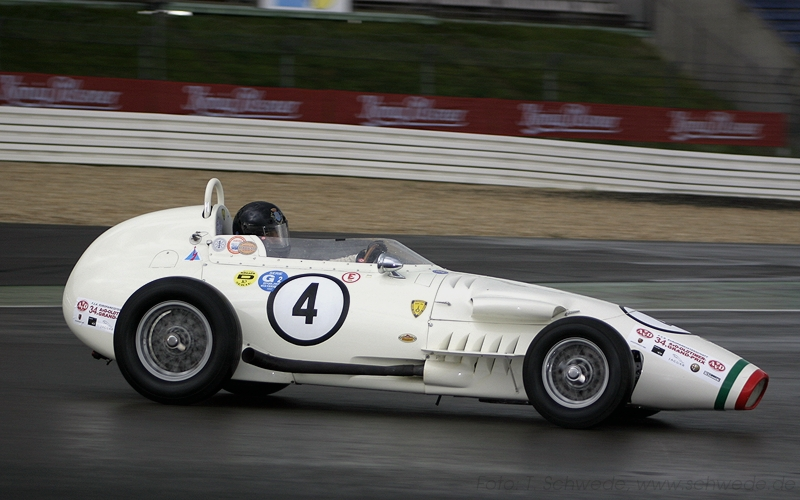
Stanguellini der Formel Junior beim AvD Oldtimer Grand Prix 2006

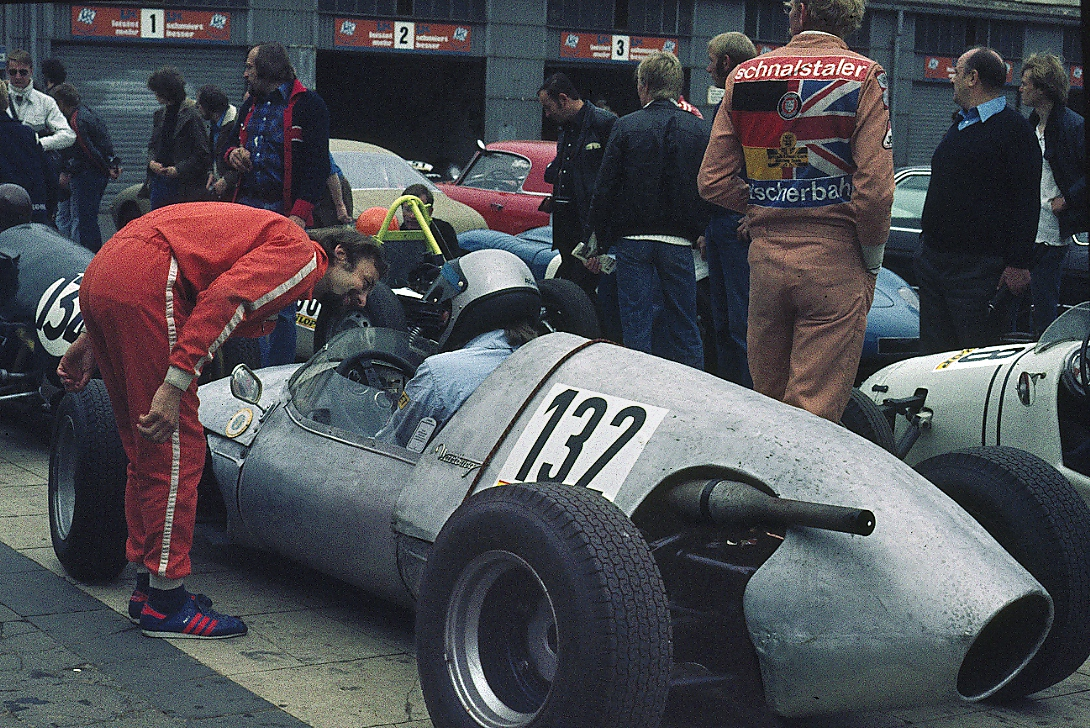
Melkus Formel Junior von 1959

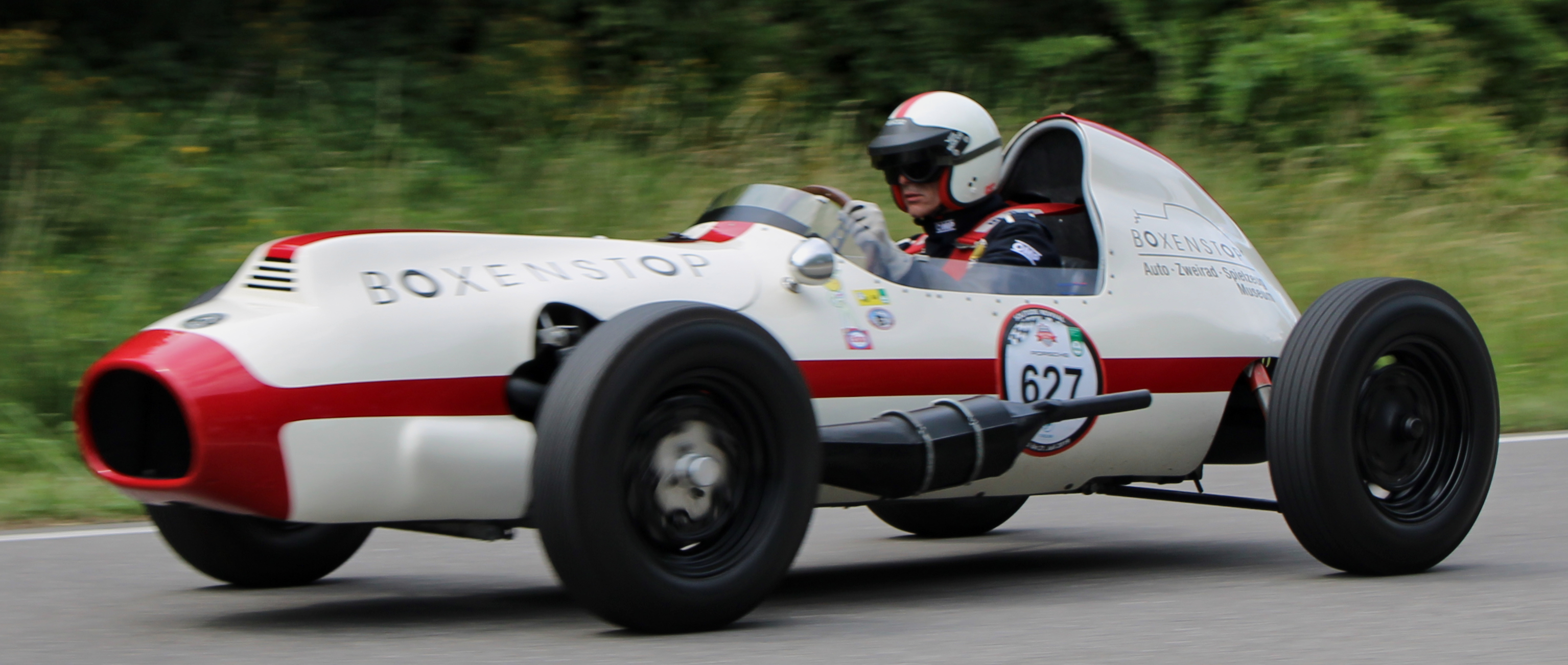
Mitter-DKW Formel Junior von 1960 beim Solitude Revival 2019

Die Formel Junior war eine Rennkategorie für einsitzige, offene Rennwagen. Sie wurde 1957 in Italien als Rennserie für Nachwuchspiloten ins Leben gerufen.
Mit einem kleinen und leichten Monoposto sollte sich der Nachwuchs für größere Aufgaben empfehlen können – so die Idee des italienischen Rennfahrers und Journalisten Giovanni Lurani. Lurani prägte das erste Formel-Junior-Reglement maßgeblich mit. Das technische Reglement sah einen Radstand von mindestens zwei Metern und ein Mindestgewicht von 400 kg vor. Der maximal 1100 cm³ große Motor musste aus einem homologierten Tourenwagen stammen. In den Anfangsjahren durfte der Motor aus Kostengründen nur zusammen mit der in diesem Tourenwagen verwendeten Bremsanlage in den Formel Junior übertragen werden. Daher starteten die Teilnehmer in den Anfangsjahren fast ausnahmslos mit kostengünstigen Trommelbremsanlagen.
Erst 1961 stellte man die Bremsanlage frei, da die Formel Junior in kurzer Zeit sehr viel schneller geworden waren. Der erste Formel-Junior-Rennwagen von Stanguellini war noch mit einem Frontmotor ausgestattet. Mit den Lotus-Modellen 18 und 20 setzte sich auch in der Formel Junior die Mittelmotorbauweise durch. Einer der ersten Mittelmotor-Formel-Junior-Rennwagen war der deutsche Zimmermann. Dies ließ die Rundenzeiten stark absinken.
Die vielen nationalen Meisterschaften, die ab 1959 rund um den Globus durchgeführt wurden, machten den Bau von Formel-Junior-Rennwagen für zahlreiche Firmen zu einem lukrativen Geschäft. Besonders in Italien produzierten neben Stanguellini Kleinbetriebe wie Wainer oder Patriarca Rennwagen für die Formel Junior. Dazu kamen Fahrzeuge von weiteren – meist britischen – Unternehmen wie Gemini, Elva oder Britannia und die Fahrzeuge der großen Rennwagenfirmen wie Brabham, Lola oder Cooper.
Ab 1960 gab es auch in Deutschland eine Formel-Junior-Meisterschaft. Wolfgang Graf Berghe von Trips hatte einen Stanguellini gekauft und ein Rennen auf dem Nürburgring initiiert. Bekannte Formel-Junior-Piloten waren Kurt Ahrens und Gerhard Mitter. In Deutschland entstanden Fahrzeuge von Gerhard Mitter, von Heinz Melkus und von Alfred Hartmann, Betreiber der Nonntal-Garage in Berchtesgaden.
Zur Saison 1964 wurde der Hubraum auf 1000 cm³ begrenzt und die Klasse in Formel 3 umbenannt. Der Name „Formel Junior“ konnte danach auch ohne ein FIA-Reglement verwendet werden. So gab es beispielsweise in den 1980er Jahren eine Mexikanische Formel Junior. Heute gibt es mit der Lurani-Trophy für historische Formel-Junior-Fahrzeuge eine offizielle Europa-Meisterschaft des Motorsportweltverbands FIA.

## Nach 1990
1991 griff der ADAC den Namen wieder auf und startete die ADAC Formel Junior Meisterschaft. Diese wurde 1998 als Formel ADAC weiter geführt. 2000 startete unter dem Namen BMW ADAC Formel Junior Cup ein eigener Wettbewerb innerhalb der BMW Formel ADAC Meisterschaft für 16- bis 18-Jährige. Timo Glock und Christian Klien sind zwei der Fahrer, die aus der Serie bekannt wurden. Nachfolgeserien sind die Formel BMW und die ADAC-Formel-Masters.
Mit dem Formel Cup Mallorca und der Formel Europe wurden 2007 mit diesen neuzeitlichen Formel-Junior-Fahrzeugen weitere Meisterschaften ausgetragen.